# Sérgio Borges
Sérgio Borges (* 18. Oktober 1944 in Funchal; † 17. Dezember 2011 ebenda) war ein portugiesischer Pop-Musiker von der Insel Madeira.
Er war Sänger und Texter der von ihm 1961 mitbegründeten Beat-Gruppe Conjunto Académico João Paulo, die sowohl mit Schallplatten als auch mit Konzerten beträchtlichen Erfolg in Portugal hatte, und bis 1979 bestand.
Borges trat auch als Solo-Künstler auf, meist mit seinen Band-Kollegen als Begleitmusiker. So belegte er beim Festival da Canção 1966 den zweiten Platz mit dem Lied Eu nunca diria Adeus (dt.: Ich würde nie Adieu sagen). Das Stück erschien 1966 auf einer 4-Song-EP seiner Band Conjunto Académico, zusammen mit ihrer Version des Siegertitels 1966, Ele e Ela (dt.: Er und sie) von Madalena Iglésias. Beim Festival da Canção 1970 belegte Borges dann den ersten Platz, trat jedoch nicht beim Eurovision Song Contest 1970 an, da der öffentliche portugiesische Fernsehsender RTP in dem Jahr nicht teilnahm, in Reaktion auf die von der portugiesischen Öffentlichkeit als unsachlich empfundenen Bewertungsregelung, die Simone de Oliveiras Beitrag im Vorjahr einen größeren Erfolg vorenthielt.
Am 17. Dezember 2011 starb Sérgio Borges in seiner Heimatstadt Funchal.

## Diskografie (Solo)
- 1970: Onde Vais Rio Que Eu Canto (7" Single)
- 2004: 40 Anos a Cantar (CD)